# Rakové
Rakové je vesnice, část obce Olší v okrese Brno-venkov v Jihomoravském kraji. Nachází se v Hornosvratecké vrchovině, v přírodním parku Svratecká hornatina, asi 2,5 km na východ od Olší. Žije zde 5 obyvatel. Katastrální území Rakového má rozlohu 1,21 km².

## Historie
První písemná zmínka o vsi pochází z roku 1235. Součástí Olší je Rakové od roku 1964.
K 1. lednu 2005 byla vesnice Rakové, jako součást obce Olší, společně s dalšími 23 obcemi převedena z okresu Žďár nad Sázavou (Kraj Vysočina) do okresu Brno-venkov (Jihomoravský kraj).

## Obyvatelstvo
| Rok            | 1869 | 1880 | 1890 | 1900 | 1910 | 1921 | 1930 | 1950 | 1961 | 1970 | 1980 | 1991 | 2001 | 2011 | 2021 |
| -------------- | ---- | ---- | ---- | ---- | ---- | ---- | ---- | ---- | ---- | ---- | ---- | ---- | ---- | ---- | ---- |
| Počet obyvatel | 74   | 74   | 70   | 67   | 59   | 58   | 43   | 42   | 23   | 14   | 5    | —    | 4    | 4    | 5    |
| Počet domů     | 9    | 11   | 11   | 11   | 10   | 10   | 10   | 10   | —    | 5    | 4    | 7    | 9    | 11   | 7    |

Vývoj počtu obyvatel